# Félix María Zuloaga
Félix María Zuloaga Trillo född 31 mars 1803 Alamos, Sonora och död 11 februari, 1898, Mexico City var mexikansk militär, politiker, affärsman och landets konservative president 3 gånger 1858, 1859, 1860-1862.